# Roca Cannon
Roca Cannon (en inglés: Cannon Rock) es una pequeña isla rocosa en el Canal del Norte frente a las costas de la península de Ards cerca Cloughey, Condado de Down, Irlanda del Norte. Es el punto más oriental de la isla de Irlanda. La Roca Cannon se encuentra al este de la Roca del Sur, en ella que hay un faro en desuso.
La roca es un peligro para la navegación. Entre 1861 y 1865, nueve buques encallaron en la misma.
El 14 de agosto de 1861, el Coriolanus de North Shields, en el camino de Liverpool a Quebec, se perdió en la espesa niebla y se estrelló en la roca. Se envió la maravilla un remolcador para ayudar, pero antes de que llegara el remolcador empeoró el clima. La tripulación decidió abandonar el barco, todos se ahogaron.